# Рыбаков, Игорь Александрович
Игорь Александрович Рыбаков (укр. Ігор Олександрович Рибаков; род. 14 августа 1976, Веймар, Эрфурт) — украинский политик, народный депутат Украины V, VI и VII созыва.

## Биография
Родился 14 августа 1976 года в семье военного в немецком городе Веймар. После этого семья Рыбаковых переехала в г. Одесса. Отец политика — Александр Иванович (1952 г.р.), заслуженный врач Украины, военный пенсионер; Мать — Лариса Михайловна (1952 г.р.), медик, по специальности провизор.
В 1995 году окончил Одесский автодорожный техникум с отличием, по специальности техник-механик. Позднее — Одесский государственный политехнический университет по специальности автомобили и автомобильное хозяйство (2001), Харьковский национальный университет внутренних дел с отличием (2009), магистр права.
В студенческие годы Игорь Рыбаков создал предприятие[какое?] в г. Одесса.

## Политическая деятельность
В 2004 года Рыбаков стал помощником-консультантом народного депутата[кого?] Украины, а в 2006 году избирается народным депутатом Украины.
В марте 2005 года Игорь Рыбаков создал общественную организацию «Народная инициатива — проект Автопробег». В том же году создал благотворительный фонд «Миссия милосердия», став его почетным президентом.
Весной 2007 сложил депутатский мандат ради инициированного досрочного прекращения полномочий Верховной рады V созыва.
Весной 2007 года, в результате внеочередных парламентских выборов, вновь избран народным депутатом по списку БЮТ. На протяжении двух созывов входит в парламентский Комитет по вопросам законодательного обеспечения правоохранительной деятельности.
В июне 2008 Рыбаков заявил о своем выходе из состава парламентской коалиции. Свой шаг депутат объяснил нежеланием мириться с тем, что тогдашняя парламентская коалиция «создала „крышу“ над теневыми структурами, коррупционными схемами разворовывания государства».
В сентябре 2010 года Рыбаков создал и возглавил новую депутатскую фракцию «Реформы ради будущего», которая, по сути, стала шестой фракцией украинского парламента. 16 февраля 2011 года фракцию «РЕФОРМЫ РАДИ БУДУЩЕГО» официально зарегистрировали в Верховной Раде Украины. В состав фракции вошли 20 народных депутатов.
16 января 2014 года Рыбаков голосовал за «законы о диктатуре». Являлся активным участником Антимайдана, занимался организацией участия так называемых титушек из Одессы на Евромайдане в Киеве.